# BMW M43
| M43                            | M43                                                                |
| ------------------------------ | ------------------------------------------------------------------ |
|                                |                                                                    |
| Виробник:                      | BMW                                                                |
| Марка:                         | M43                                                                |
| Тип:                           | L4                                                                 |
| Робочий об'єм:                 | 1.6 л (1,596 куб.см) 1.8 л (1,796 куб.см) 1.9 л (1,895 куб.см) см3 |
| Максимальна потужність:        | 101–117 к.с. к.с. (75–87 кВт кВт )                                 |
| Максимальний обертовий момент: | 150–180 Н⋅м (111–133 фунт⋅фут) Н·м                                 |
| Конфігурація:                  | L                                                                  |
| Циліндрів:                     | 4                                                                  |
| Клапанів:                      | 8                                                                  |
| Хід поршня:                    | 72 мм (2.83 дюйма) 81 мм (3.19 дюйма) 83.5 мм (3.29 дюйма) мм      |
| Діаметр циліндра:              | 84 мм (3.31 дюйма) 85 мм (3.35 дюйма) мм                           |
| Ступінь стиску:                | 10.0:1                                                             |
| Система живлення:              | Пряме впорскування                                                 |
| Охолодження:                   | рідинне охолодження                                                |
| Газорозподільний механізм:     | SOHC                                                               |
| Матеріал блоку циліндрів:      | Чавун                                                              |
| Матеріал ГБЦ:                  | Алюміній                                                           |
| Тактність (число тактів):      | 4                                                                  |
| Рекомендоване паливо:          | Бензин                                                             |

BMW M43 — чотирициліндровий бензиновий двигун SOHC, який випускався з 1991 по 2002 рік. M43 оснащувався базовими моделями автомобілів, тоді як більш продуктивні моделі того часу оснащувалися двигунами BMW M42 і BMW M44 DOHC. M43 випускався на заводі двигунів Steyr.
Для E36 318i та E34 518i була виготовлена версія, що використовує природний газ.
Після представлення двигуна BMW N42 у 2001 році, M43 почав поступово виходити з виробництва.

## Дизайн
У порівнянні зі своїм попередником BMW M40, M43 має як датчик положення розподільного валу, так і датчик детонації, а також роликові коромисла та ланцюг ГРМ (замість пальцевих коромисел і ременя ГРМ у M40). Також має подвійну довжину впускного колектора («DISA»), щоб забезпечити крутний момент у ширшому діапазоні обертів.
У 1998 році об‘єм було збільшено до 1895 куб.см (115,6 куб. дюймів), збільшуючи крутний момент до 180 Н·м (133 фунтів·фут) при 3900 об/хв.

## Версії
| Версія | Об‘єм                   | Потужність                       | Крутний момент                      | рік            | Примітка |
| ------ | ----------------------- | -------------------------------- | ----------------------------------- | -------------- | -------- |
| M43B16 | 1 596 см3 (97,4 дюйм3)  | 75 кВт (101 к. с.) на 5500 об/хв | 150 Н⋅м (111 фунт⋅фут) о 3900 об/хв | 1991-1999 роки |          |
| M43B16 | 1 596 см3 (97,4 дюйм3)  | 60 кВт (80 к. с.) на 5500 об/хв  | 127 Н⋅м (94 фунт⋅фут) о 3900 об/хв  | 1995-2000 роки | CNG      |
| M43B18 | 1 796 см3 (109,6 дюйм3) | 85 кВт (114 к. с.) на 5500 об/хв | 168 Н⋅м (124 фунт⋅фут) о 3900 об/хв | 1993 рік       |          |
| M43B18 | 1 796 см3 (109,6 дюйм3) | 74 кВт (99 к. с.) на 5500 об/хв  | 142 Н⋅м (105 фунт⋅фут) о 3900 об/хв | 1995-1996 роки | CNG      |
| M43B19 | 1 895 см3 (115,6 дюйм3) | 87 кВт (117 к. с.) на 5500 об/хв | 180 Н⋅м (133 фунт⋅фут) о 3900 об/хв | 1998 рік       |          |
| M43B19 | 1 895 см3 (115,6 дюйм3) | 77 кВт (103 к. с.) о 5300 об/хв  | 165 Н⋅м (122 фунт⋅фут) о 2500 об/хв | 1999 рік       |          |

### M43B16
M43B16 має об‘єм 1596 куб.см (97,4 куб. дюймів) і виробляє 75 кВт (101 к.с.) і 150 Н·м (111 фунтів·фут) крутного моменту. Використовує систему керування двигуном Bosch Motronic 1.7.x і Bosch BMS43. Для BMW 316g Compact 1995 року була також версія цього автомобіля, що працює на природному газі (також здатна працювати на бензині).
Застосування:
- 1994-1998 E36 316i
- 1995-2000 E36/5 316g Compact

Системи керування двигуном:
- 1993-09/1995 Bosch Motronic 1.7.2
- 1995-09/1997 Bosch Motronic 1.7.3
- 1997-2000 BMS43

### M43B18
M43B18 має 1796 куб.см (109,6 куб. дюймів) переміщення. Виробляє 85 кВт (114 к.с.) і 124 фунтів·футів (168 Н·м) і використовує систему впорскування палива Bosch Motronic 1.7.1. Для BMW 518g Touring (E34) була також менш потужна версія цього автомобіля, що працює на природному газі (також могла працювати на бензині). Ця модель була доступна лише два роки.
Застосування:
- 1992-1998 E36 318i
- 1994-1996 E34 518i
- 1995-1996 E34 518g Touring
- 1995-2001 Z3 1.8

### M43B19
M43B19 (також відомий як "M43TÜ") є найбільшим двигуном M43 з робочим об'ємом 1895 куб.см (115,6 куб. дюймів). Виробляє до 87 кВт (117 к.с.) і 180 Н·м (133 фунтів·фут) і використовує систему керування двигуном BMW BMS 46. Версії на 77 кВт (105 к.с.) не мають впускного колектора DISA, а також мають менший розподільний вал порівняно з версіями 118 PS. Зверніть увагу, що M43B16, M43B18 і M43B19 (версія 118 PS) мають однаковий розподільний вал.
Застосування — 77 кВт (103 к.с.) і 165 Н·м (122 фунтів·фут):
- 1999-2001 E36 316i Compact
- 1999-2002 E46 316i

Застосування — 87 кВт (117 к.с.) і 180 Н·м (133 фунтів·фут):
- 1998-2001 E46 318i/318Ci
- 1999 -2002 Z3 1.9

## Дивись також
- Список двигунів BMW